# Vipava (rivière)
 (janvier 2016).
Si vous disposez d'ouvrages ou d'articles de référence ou si vous connaissez des sites web de qualité traitant du thème abordé ici, merci de compléter l'article en donnant les références utiles à sa vérifiabilité et en les liant à la section « Notes et références ».
La Vipava (Vipacco en italien et Wipbach en allemand) est une rivière de l'ouest de la Slovénie et du nord-est de l'Italie qui prend sa source à Ivančna Gorica et se jette dans l'Isonzo à Savogna d'Isonzo.
En l'an 394 le cours fut probablement le théâtre de la bataille de la rivière froide (Frigidus c'est-à-dire « froid » était le qualificatif permettant de désigner la rivière chez les Romains).